# Festival Internacional del Humor 2014
Festival Internacional del Humor 2014 fue la vigésima primera edición del Festival Internacional del Humor. El festival fue emitido por Caracol Televisión, sus presentadores eran Santiago Rodríguez y Carolina Cruz. En esta edición hubo 68 invitados tanto nacionales como internacionales de 16 diferentes países entre ellos Chile, Alemania, Reino Unido y Taiwán. Estuvieron humoristas reconocidos como Timo Marc, Mike Chao, Double Fantasy, Boyacoman y Camilo Cifuentes

## Sinopsis
Artistas invitados de 16 países de alrededor del mundo llegan a Colombia para demostrar sus habilidades en los diferentes campos del festival que son la Comedia, Stand up comedy y la Magia y así deslumbrar cada noche a los asistentes y a los televidentes  en sus casas. 60 comediantes alegran las noches Colombianas y del mundo con sus maravillosas habilidades.

## Presentadores
- Carolina Cruz:Presentadora, Modelo, Empresaria y Exreina de belleza colombiana, famosa por presentar programas como el Concurso Nacional de Belleza de Colombia, Miss Universo y Colombia's Next Top Model. En 1999 como Señorita Valle obtiene el título de Virreina Nacional y Miss Colombia Internacional.
- Santiago Rodríguez:Periodista, Actor, Humorista y Presentador Colombiano, famoso por su papel antagónico en la novela El man es Germán y por la presentación del concurso Colombia tiene talento.

## Artistas
- Timo Marc
- Alejandro Gardinetti
- Germán Ven
- Jota
- Nancy Gay
- Merpin
- Miguel Ángel "Centella"
- Peto Menahem
- Felipe Sánchez
- Radagast
- Spark Fire Dance
- Kristof el Belga
- Javicho Soria
- Vik y Fabrini
- Edo Caroe
- Jean Paul Olhaberry
- Alerta
- Boyacoman
- Camilo Cifuentes
- Don Jediondo
- Grupo Salpicón
- Jeringa
- José Shimon
- Joselo
- Gustavo Lorgia
- Los Siameses
- Mono Sánchez
- Nelson Polanía "Polilla"
- Obvidio
- Pangoru
- Piroberta
- Piter Albeiro
- Suso
- Tato
- Tola y Maruja
- Triki Traque
- Voz Pópuli
- Bonco Quiñongo
- Joél Sánchez
- Francisco Mirargotti
- Stevie Starr
- David Guapo
- Inés La Maga
- Jorge Blass
- Txabi Franquesa
- Luis Pardo
- Bubbles
- Evolution, Show Electricity
- Carlos Bonavides
- Carlos López "El Chevo"
- Edmundo Miller
- Fernando Arau
- Héctor García
- J.J.
- Johnny Welch
- Samia
- Acrobatic Wheel Sensation
- Carlos Sánchez
- Light Painting
- 1920's Swing Fire Duo
- Comedy Balloon
- James More
- Mike Chao
- Maxi de la Cruz
- El Richard
- Double Fantasy
- Carlos Donoso
- Che Gaetano
- Emilio Lovera
- Laureano Márquez
- Profesor Briceño

## Audiencia
| Capítulo        | Fecha      | Índice de audiencia             | Lugar                           |
| --------------- | ---------- | ------------------------------- | ------------------------------- |
| 1.er capítulo   | 29/12/2014 | 9.0                             | Primero                         |
| 2.º capítulo    | 30/12/2014 | 7.8                             | Primero                         |
| 3.er capítulo   | 02/01/2015 | 6.7                             | Primero                         |
| 4.º capítulo    | 05/01/2015 | 9.2                             | Segundo                         |
| 5.º capítulo    | 06/01/2015 | 7.9                             | Segundo                         |
| 6.º capítulo    | 07/01/2015 | 8.6                             | Segundo                         |
| 7.º capítulo    | 08/01/2015 | 7.4                             | Tercero                         |
| 8.º capítulo    | 09/01/2015 | 7.1                             | Tercero                         |
| 9.º capítulo    | 13/01/2015 | 7.7                             | Tercero                         |
| 10.º capítulo   | 14/01/2015 | 8.9                             | Segundo                         |
| 11.avo capítulo | 15/01/2015 | No registra Índice de audiencia | No registra Índice de audiencia |
| 12.avo capítulo | 16/01/2015 | 7.4                             | Tercero                         |
| 13.avo capítulo | 19/01/2015 | 7.9                             | Cuarto                          |
| 14.avo capítulo | 20/01/2015 | 7.3                             | Cuarto                          |
| 15.avo capítulo | 22/01/2015 | 6.8                             | Sexto                           |
| 16.avo capítulo | 23/01/2015 | 7.7                             | Tercero                         |